# Drimu
Drimu (gr. Δρύμου) – wieś w Republice Cypryjskiej, w dystrykcie Pafos. W 2011 roku liczyła 110 mieszkańców.
W Drimu znajduje się zabytkowy kościół Ajos Sotirios, który został zbudowany przed 1800 rokiem.